# Donovan Mitchell
Donovan Vernell Mitchell Jr. (* 7. September 1996 in Elmsford, New York) ist ein US-amerikanischer Basketballspieler. Der Guard steht bei den Cleveland Cavaliers in der National Basketball Association (NBA) unter Vertrag. Zuvor war er fünf Jahre für die Utah Jazz aktiv. Mitchell ist unter anderem 6-facher NBA All-Star.

## Jugend
Mitchell wuchs in Greenwich auf, wo er an der örtlichen Highschool als hoffnungsvolles Talent galt und Basketball und Baseball für die Schulmannschaft spielte. Er zog nach seinem Sophomore-Jahr nach New Hampshire, wo er sich gänzlich auf Basketball konzentrierte und sich eine höhere Aufmerksamkeit bei namhaften Hochschulen erhoffte.

## Karriere
Mitchell spielte zwei Jahre für die University of Louisville unter Trainer Rick Pitino. In seinem Freshman-Jahr war Mitchell noch ein unauffälliges Talent, das für die Cardinals kaum in der Anfangsaufstellung stand und in 31 Spielen 7,4 Punkte und 3,4 Rebounds im Schnitt erzielte. In seinem zweiten und letzten College-Jahr erzielte Mitchell in 34 Spielen 15,6 Punkte, 4,9 Rebounds, 2,9 Assists und 2,0 Steals pro Spiel und gab im Anschluss seine Anmeldung für die NBA-Draft bekannt. Bei der NBA-Draft 2017 wurde Mitchell an 13. Stelle von den Denver Nuggets ausgewählt, die ihn jedoch nach einer kurz zuvor getroffenen Abmachung mit den Utah Jazz gegen Trey Lyles und die Draftrechte an Tyler Lydon tauschten.

### Utah Jazz (2017–2022)

#### Rookiejahr
Die Jazz hatten im Sommer mit Gordon Hayward ihren wichtigsten Spieler und Hauptkorbschützen als Free Agent an die Boston Celtics verloren. Aufgrund dieses Verlustes und mangels weiterer Offensiv-Alternativen im Jazz-Kader entwickelte sich Mitchell schnell zu einer Stütze im Angriffsspiel von Utahs Trainer Quin Snyder. Bei seinem NBA-Debüt gegen die Denver Nuggets kam er jedoch noch von der Bank und erzielte 10 Punkte und 4 Assists. Am 2. Dezember 2017 gelang Mitchell mit 41 Punkten gegen die New Orleans Pelicans ein neuer NBA-Karriererebestwert. Mitchell war damit der erste Rookie nach Blake Griffin im Jahre 2011, dem ein Spiel mit 40 oder mehr Punkten gelang. Ebenso wurde er erst der siebte Rookie seit 2000, dem dies gelang. Zudem verbesserte er den Wert von Darrell Griffith, der 1981 für Utah 38 Punkte als Rookie erzielte. Für seine guten Leistungen im Monat Dezember wurde Mitchell als Western Conference Rookie of the Month ausgezeichnet. Die gleiche Auszeichnung erhielt er auch für den Monat Januar.
Am 5. Februar 2018 gelang Mitchell sein zweites 40-Punkte-Spiel gegen die Phoenix Suns. Er stellte zudem die Bestmarke von Wilt Chamberlain aus dem Jahre 1959 ein, als er die Jazz in einer Serie von 10 Siegen als bester Korbschütze anführte. Mitchell nahm beim All-Star-Wochenende am NBA Rookie Game und am Slam Dunk Contest teil, den er mit 98 Punkten im Finale gegen Larry Nance Jr. gewann. Mitchell gewann ebenfalls die Auszeichnungen als Western Conference Rookie of the Month für die Monate Februar, März und April. Er erzielte in der Saison 2017/18 20,5 Punkten pro Spiel und kam damit auf den besten Wert aller Liganeulinge. Er brach zudem den Rookierekord von Damian Lillard für die meisten getroffenen Dreipunktwürfe (187 Treffer) in einer Saison. Mit den Jazz erreichte er die Playoffs. In seinem ersten Spiel gegen die Oklahoma City Thunder erzielte er mit 27 Punkten und 10 Rebounds das erste Double-Double als NBA-Spieler. Im sechsten Spiel der Serie gelangen Mitchell 38 Punkte, womit er die Jazz in das Conference-Halbfinale hievte. In diesem unterlag man den Houston Rockets in fünf Spielen. Mitchell kam in elf Playoffspielen auf einen Mittelwert von 24,4 Punkten. Am Ende der Saison wurde er für seine Leistungen in das NBA All-Rookie First Team berufen. Bei der anschließenden Wahl zum NBA Rookie of the Year Award landete Mitchell hinter Ben Simmons auf dem zweiten Platz.

#### Sophomorejahr
Die Erwartungen in Mitchell und die Jazz waren vor der Saison 2018/19 groß. Mitchells Auftakt in die Saison verlief jedoch zäh. Mitchell hatte vor allem im Dezember 2018 Probleme mit dem Wurf und traf nur 38 % seiner Feldwürfe. Im Januar 2019 zeigte er in mehreren Spielen gute Leistungen und wurde erstmals zum NBA Western Conference Player of the Week ausgezeichnet. Wenige Wochen später, am 2. März 2019, erzielte Mitchell beim 115:111-Sieg der Jazz über die Milwaukee Bucks einen neuen persönlichen NBA-Höchstwert von 46 Punkten, 17 Punkte davon im letzten Viertel. Kurz darauf wurde er zum zweiten Mal in der Saison als NBA Western Conference Player of the Week ausgezeichnet. Am 10. April 2019 erzielte Mitchell beim 118:108-Sieg der Jazz gegen die Denver Nuggets erneut 46 Punkte. Mit seiner Mannschaft schaffte es Mitchell in die Playoffs. In der Meisterschaftsrunde schieden die Jazz bereits in der ersten Runde gegen die Houston Rockets aus. Mitchell zeigte in dieser Runde durchwachsene Leistungen. Er erzielte zwar im Schnitt 21,4 Punkte in den fünf Erstrundenspielen, traf jedoch auch nur 32 % seiner Feldwürfe.

#### Seit dem dritten Profijahr

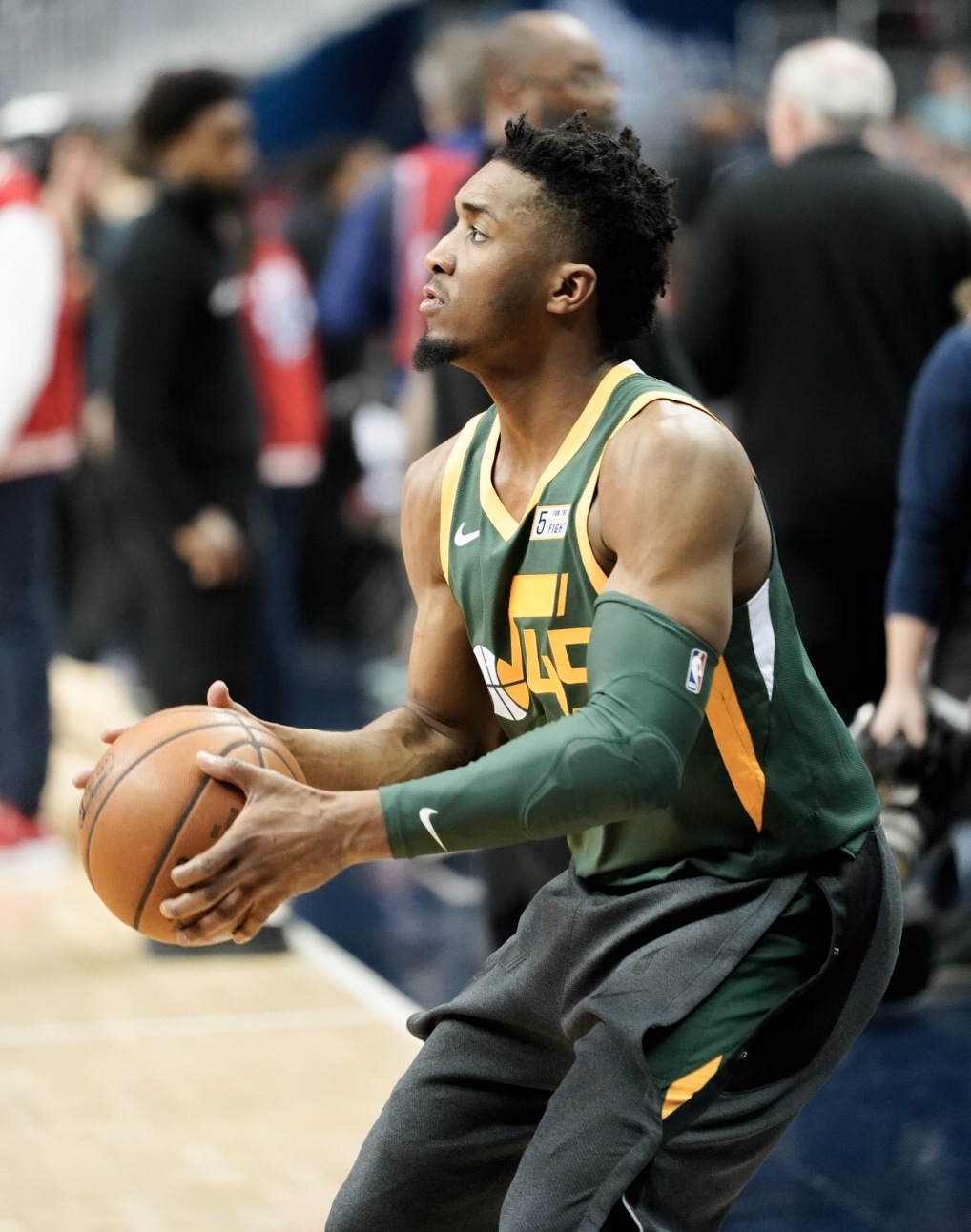
Mitchell bei den Utah Jazz (2019)

Mitchell wurde in der NBA-Saison 2019/2020 erstmals und zusammen mit seinem Mannschaftskameraden Rudy Gobert in das NBA All-Star Game berufen. Im März 2020 wurde bekannt, dass Mitchell neben Gobert der zweite NBA-Profi war, bei dem eine Ansteckung mit dem Coronavirus Covid-19 festgestellt wurde. Wegen der Ansteckungsfälle wurde die NBA-Saison 2019/2020 für eine unbestimmte Zeit unterbrochen. Ende Juli 2020 wurde das Spielgeschehen unter strengen Auflagen in Orlando fortgesetzt. Mitchell erreichte mit den Jazz die NBA-Playoffs. Im ersten NBA-Playoffsspiel gegen die Denver Nuggets, das die Jazz verloren, gelang Mitchell mit 57 Punkten eine Spitzenleistung. Zum einen verbesserte er den Wert von Karl Malone, dem im Jahre 2000 als Spieler der Utah Jazz 50 Punkte gelungen waren. Weiterhin waren die 57 Punkte die drittbeste Punkteausbeute eines Spielers in einem Playoffspiel. Lediglich Michael Jordan (mit zwei Verlängerungen 1986) und Elgin Baylor (1961) gelangen je mehr. Nur wenige Tage später im vierten Spiel erzielte Mitchell 51 Punkte und führte die Jazz zum 129:127-Sieg gegen die Nuggets. Damit wurde er neben Jordan, Allen Iverson, Jerry West und Wilt Chamberlain der fünfte Spieler der NBA-Geschichte, dem mehr als einmal 50 oder mehr Punkte in den Playoffs gelangen und der dritte, der dies in derselben Playoff-Runde schaffte. Mitchells Kontrahent in dieser Serie, Jamal Murray, gelangen in dieser Serie ebenfalls zweimal 50 Punkte gegen Utah, so dass die Jazz nach einer 3:1-Serienführung von den Nuggets zu einem entscheidenden siebten Spiel gezwungen wurden, das die Jazz und Mitchell jedoch verloren. Mitchell erzielte in der ersten Playoffrunde in sieben Spielen 36,4 Punkte pro Spiel und traf über 50 % seiner Wurfversuche.
Vor dem Auftakt der NBA-Saison 2020/2021 verlängerte Mitchell seinen Vertrag bei den Jazz um weitere fünf Jahre. In dem Vertrag wurden ihm ein Gehalt von 163 Millionen US-Dollar zugesichert. Mit Zusatzzahlungen im Falle individueller Auszeichnungen hatte er Aussicht auf insgesamt 195 Millionen US-Dollar wert. In dieser Saison wurde Mitchell das zweite Mal zum NBA All-Star Game eingeladen. Gegen Ende des Spieljahres 2020/21 verstauchte sich Mitchell den Knöchel und fiel für die letzten 16 Spiele der Saison aus. Utah gelang es dennoch, erstmals die beste Bilanz der Liga zu erreichen. Insgesamt erreichte Mitchell in der Hauptrunde der Saison 2020/21 einen Schnitt von 26,4 Punkten und damit den Höchstwert seiner Zeit in Utah. Zum Beginn der NBA-Playoffs 2021 kehrte Mitchell zum Erstrundenduell gegen die Memphis Grizzlies zurück. Nach dem 4:1-Erstrundensieg gegen die Grizzlies scheiterten Mitchell und die Jazz im Conference-Halbfinale gegen die Los Angeles Clippers trotz einer zwischenzeitlichen 2:0-Serienführung mit 2:4. Der gesundheitlich angeschlagene Mitchell kam während der Playoffs auf 32,3 Punkte pro Spiel.

### Cleveland Cavaliers (seit 2022)
In der Sommerpause 2022 gab Utah Mitchell an die Cleveland Cavaliers ab, im Gegenzug wechselten Collin Sexton, Lauri Markkanen und Ochai Agbaji nach Salt Lake City. Die Utah Jazz erhielten ebenfalls mehrere Draft-Auswahlrechte. Am 2. Januar 2023 erzielte Mitchell gegen die Chicago Bulls 71 Punkte. Er war damit erst der siebte Spieler in der NBA-Geschichte, dem mindestens 70 Punkte in einem Spiel gelangen.

## Nationalmannschaftskarriere
Mitchell gehört zum Aufgebot der Vereinigten Staaten bei der Basketball-Weltmeisterschaft 2019 in China. Mit diesen erreichte er den siebten Platz. Mitchell stand in allen acht WM-Spielen in der Anfangsaufstellung und erzielte 13,1 Punkte, 4,3 Rebounds und 5,0 Assists pro Spiel.

## Sonstiges
Seit Juli 2017 wird Donovan Mitchell von Adidas ausgerüstet.
Mitchell trägt die Trikotnummer 45 zu Ehren Michael Jordans, der dieselbe Nummer als Baseballprofi und kurzzeitig bei seiner Rückkehr in die NBA trug. 
Mitte März 2020 war Mitchell der zweite NBA-Spieler, dessen Ansteckung mit dem Coronavirus SARS-CoV-2 bekannt wurde. Die NBA setzte den Spielbetrieb der Saison 2019/20 wegen der beiden positiv getesteten Spieler aus. Sein Mannschaftskollege Rudy Gobert, der zuerst das Virus hatte, bat anschließend öffentlich die Menschen um Entschuldigung, die er in Gefahr gebracht habe, indem er etwa Mikrofone von Reportern berührt habe. Zu dem Zeitpunkt habe er nicht gewusst, dass er den Erreger in sich trug. Er stufte sein Verhalten als verantwortungslos ein.

## Erfolge und Auszeichnungen
- 6× NBA All-Star: 2020–2025
- All-NBA First Team: 2025
- All-NBA Second Team 2023
- NBA Slam Dunk Champion 2018
- NBA All-Rookie First Team 2018

## NBA-Statistiken

### Hauptrunde
| Saison   | Team      | GP  | GS  | MPG  | FG % | 3P % | FT %  | RPG | APG | SPG | BPG | PPG  |
| -------- | --------- | --- | --- | ---- | ---- | ---- | ----- | --- | --- | --- | --- | ---- |
| 2017–18  | Utah      | 79  | 71  | 33.4 | .437 | .340 | .805  | 3.7 | 3.7 | 1.5 | 0.3 | 20.5 |
| 2018–19  | Utah      | 77  | 77  | 33.7 | .432 | .362 | .806  | 4.1 | 4.2 | 1.4 | 0.4 | 23.8 |
| 2019–20  | Utah      | 69  | 69  | 34.3 | .449 | .366 | .863  | 4.4 | 4.3 | 1.0 | 0.2 | 24.0 |
| 2020–21  | Utah      | 53  | 53  | 33.4 | .438 | .386 | .845  | 4.4 | 5.2 | 1.0 | 0.3 | 26.4 |
| 2021–22  | Utah      | 67  | 67  | 33.8 | .448 | .355 | .853  | 4.2 | 5.3 | 1.5 | 0.2 | 25.9 |
| 2022–23  | Cleveland | 68  | 68  | 35.8 | .484 | .386 | .867  | 4.3 | 4.4 | 1.5 | 0.4 | 28.3 |
| 2023–24  | Cleveland | 55  | 55  | 35.3 | .462 | .368 | .865  | 5.1 | 6.1 | 1.8 | 0.5 | 26.6 |
| Gesamt   | Gesamt    | 468 | 460 | 34.1 | .450 | .366 | .843  | 4.3 | 4.6 | 1.4 | 0.3 | 24.8 |
| All-Star | All-Star  | 3   | 1   | 24.2 | .511 | .414 | 1.000 | 4.3 | 6.0 | 2.0 | 0.3 | 20.7 |

### Playoffs
| Playoffs | Team      | GP | GS | MPG  | FG % | 3P % | FT % | RPG | APG | SPG | BPG | PPG  |
| -------- | --------- | -- | -- | ---- | ---- | ---- | ---- | --- | --- | --- | --- | ---- |
| 2017–18  | Utah      | 11 | 11 | 37.4 | .420 | .313 | .907 | 5.9 | 4.2 | 1.4 | 0.3 | 24.4 |
| 2018–19  | Utah      | 5  | 5  | 38.6 | .321 | .256 | .727 | 5.0 | 3.2 | 1.6 | 0.2 | 21.4 |
| 2019–20  | Utah      | 7  | 7  | 37.7 | .529 | .516 | .948 | 5.0 | 4.9 | 1.0 | 0.3 | 36.3 |
| 2020–21  | Utah      | 10 | 10 | 34.6 | .447 | .435 | .829 | 4.2 | 5.5 | 1.1 | 0.2 | 32.3 |
| 2021–22  | Utah      | 6  | 6  | 38.2 | .398 | .208 | .881 | 4.3 | 5.7 | 0.7 | 0.5 | 25.5 |
| 2022–23  | Cleveland | 5  | 5  | 41.4 | .433 | .289 | .722 | 5.0 | 7.2 | 2.0 | 0.6 | 23.2 |
| 2023–24  | Cleveland | 10 | 10 | 38.2 | .476 | .354 | .815 | 5.4 | 4.7 | 1.3 | 0.3 | 29.6 |
| Gesamt   | Gesamt    | 54 | 54 | 37.6 | .439 | .358 | .848 | 5.0 | 5.0 | 1.3 | 0.3 | 28.1 |